# Lo Forat dels Botets
Lo Forat dels Botets és un barranc de l'antic terme de Sapeira, actualment inclòs en el terme municipal de Tremp, al Pallars Jussà.
Es forma a la mateixa carena de la Serra de Gurp, entre el Pico-xic (al sud) i la Serra de Turmeda (al nord). Davalla cap a ponent per sota dels Cingles dels Arrevangilis, de la Serra del Codó, i va a abocar-se en la Llau Fonda.